# Аукоп (Південна Голландія)
Аукоп (нід. Oukoop) — селище в нідерландській провінції Південна Голландія. Входить до муніципалітету Бодегравен-Реувейк. Його населення станом на 2007 рік складало 60 осіб.
До 1857 року мало статус окремого муніципалітету.